# Aspitha bassleri
Espèce
Synonymes
- Pyrrhopyge bassleri Bell, 1940[1]

Aspitha bassleri est une espèce de lépidoptères de la famille des Hesperiidae, de la sous-famille des Pyrginae et de la tribu des Pyrrhopygini.

## Systématique
L'espèce Aspitha bassleri a été initialement décrite en 1940 par Ernest Layton Bell (d) sous le protonyme de Pyrrhopyge bassleri.

## Nom vernaculaire
Aspitha agenoria se nomme Bassler's Firetip en anglais.

## Description
Aspitha bassleri est un papillon au corps trapu marron ou noir, au thorax marqués de poils rouge. Son envergure est d'environ 39 mm.
Les ailes sont de couleur marron ou noire, les ailes antérieures sont barrées d'une bande blanche veinée, et aux ailes postérieures une grosse tache formée de poils rouge marque l'angle anal. Des poils rouges sont aussi présents dans la partie basale des ailes.
Le revers est semblable.

## Écologie et distribution
Aspitha bassleri est présent au Pérou.

### Protection
Pas de statut de protection particulier.

## Étymologie
Son épithète spécifique, bassleri, lui a été donnée en l'honneur de Harvey Bassler.

## Publication originale
- (en) E. L. Bell, « A new genus and some new species of Hesperiidae from Peru, in the Bassler Collection : (Lepidoptera, Rhopalocera) », American Museum Novitates, New York, Musée américain d'histoire naturelle, vol. 1094,‎ 1940, p. 1-7 (ISSN 0003-0082 et 1937-352X, OCLC 47720325, lire en ligne).